# Scott Valentine
Scott Eugene Valentine (ur. 3 czerwca 1958 w Saratoga Springs) – amerykański aktor.

## Życiorys
Urodził się w Saratoga Springs, w hrabstwie Saratoga, w stanie Nowy Jork jako syn Beverly Ann (z domu Hanna) i Edwarda Eugene’a Valentine. Swoje zainteresowanie aktorstwem przejawiał już mając pięć lat, kiedy prezentował inscenizacje w garażu swoich rodziców. Uczęszczał do Adirondack Community College w Queensbury. Studiował aktorstwo w American Academy of Dramatic Arts. W 1980 podczas studiów wystąpił w roli Johnny’ego Pope w sztuce Michaela V. Gazzo Kapelusz pełen deszczu. 
Ukończył trzyletni program w półtora roku. Był przesłuchiwany do filmu Bogowie dyscypliny opartym na powieści Pata Conroya, kiedy 17 września 1981 został potrącony, przejechany i wciągnięty przez ciężarówkę, a jego kariera została przerwana na trzy lata, zanim wyzdrowiał. 
Zadebiutował na dużym ekranie w komedii Kelnerka (Waitress!, 1982) u boku Anthony’ego Johna Denisona, a następnie pojawił się w serialu NBC Nieustraszony (Knight Rider, 1985) z Davidem Hasselhoffem. Od 17 października 1985 do 14 maja 1989, w sezonach od 4 do 7 grał postać Nicka Moore’a, uroczego, ale tępego chłopaka Mallory Keaton (Justine Bateman) w sitcomie NBC Więzi rodzinne (Family Ties) z Michaelem J. Foxem i Meredith Baxter. W maju 1988 trafił na okładkę magazynu „Playgirl”.
Wystąpił w telewizyjnej ekranizacji powieści Jackie Collins Lady Boss (1992) u boku Jacka Scalii. W dramacie Aż po grób (Till the End of the Night, 1995) zagrał męża Katherine Kelly Lang.

## Życie prywatne
29 września 1985 zawarł związek małżeński z Kym Denyse Stephenson, z którą ma 
czterech synów – Trevina Johna (ur. 1986), Shaylera Stephensona (ur. 1988), Jesstina Jaya–Owena (ur. 1992) i Cadena Edwarda (ur. 12 listopada 1998). 14 lutego 2012 doszło do rozwodu. 7 listopada 2021 poślubił Jennifer Elizabeth Malchow.

## Filmografia
- 1985: Nieustraszony (Knight Rider) jako Colton
- 1986: Matlock jako Danny Blaster
- 1990: Bez jej zgody jako Jason Barnes
- 1992–1994: Batman jako chemik / Raymond Bell (głos)
- 1993–1995: Napisała: Morderstwo jako Darman H. Keene
- 1995: Nowe przygody Supermana jako John Corben / Metallo
- 1995: Iron Man: Obrońca dobra jako Ciemna Egida (głos)
- 1996: Strażnik Teksasu jako Ben Bodine
- 1996: Superman jako Sam Coralli (głos)
- 1996: Renegat jako Bruce Cassidy
- 1997: Podróż do Ziemi Obiecanej jako trener Belmont
- 1997: Pinky i Mózg jako Spike (głos)
- 1998: Animaniacy jako Jacobi Myers (głos)
- 1999: Stan wyjątkowy jako Brad Cavanaugh
- 1999: Batman przyszłości jako Coe (głos)
- 2000: JAG – Wojskowe Biuro Śledcze (JAG) jako Baxter Stark
- 2004: Kryminalne zagadki Nowego Jorku (CSI: NY) jako dr Steven Rydell